# Nic nie muszę – 25-lecie
Nic nie muszę – 25-lecie – album polskiej piosenkarki Edyty Geppert. Wydawnictwo ukazało się 29 września 2008 roku nakładem wytwórni muzycznej Agencja Artystyczna Edyta w dystrybucji EMI Music Poland.
Nagrania dotarły do 8. miejsca zestawienia OLiS. 11 lutego 2009 roku płyta uzyskała certyfikat złotej, a 21 października 2015 – platynowej.

## Lista utworów
Opracowano na podstawie materiału źródłowego.
1. "Bo już nic nie muszę" (sł. G.Szałkowska, muz. S.Krajewski)
2. "Za inna" (sł. G.Szałkowska, muz. S.Krajewski)
3. "Gdyby łzy" (sł. G.Szałkowska, muz. S.Krajewski)
4. "Do trzeciej z cnót" (sł. J.Has, muz. S.Krajewski)
5. "Szukaj mnie" (sł. M.Dagnan, muz. S.Krajewski; piosenka z filmu "Kogel-Mogel)
6. "Nie żałuję" (sł. A.Osiecka, muz. S.Krajewski)
7. "Łzy księżyca" (sł. G.Szałkowska, muz. S.Krajewski)
8. "Kiedy mnie już nie będzie" (sł. A.Osiecka, muz. S.Krajewski)
9. "Życie nie stawia pytań" (sł. A.Osiecka, muz. S.Krajewski)
10. "Śpiewka o pękniętym sercu" (A.Osiecka, muz. S.Krajewski)
11. "Miasteczko Pana Andersena" (W.Młynarski, muz. S.Krajewski)
12. "Sentymentu mgła" (A.Poniedzielski, muz. S.Krajewski)
13. Zapowiedź – Edyta Geppert
14. "Jak to jest z moim śpiewaniem" (sł. G.Szałkowska, muz. S.Krajewski)